# Scilla voethorum
Scilla voethorum är en sparrisväxtart som beskrevs av Franz Speta. Scilla voethorum ingår i släktet blåstjärnesläktet, och familjen sparrisväxter. Inga underarter finns listade i Catalogue of Life.